# قشلاق قرة درة عزيز رستم (مقاطعة بيله سوار)
قشلاق قرة درة عزیز رستم (بالفارسية: قشلاق قره دره عزیز رستم) هي منطقة سكنية تقع في إيران في أردبيل. يقدر عدد سكانها بـ 96 نسمة .